# Paratorchus brevisetis
Paratorchus brevisetis – gatunek chrząszczy z rodziny kusakowatych i podrodziny Osoriinae.
Gatunek ten opisany został w 1982 roku przez H. Pauline McColl jako Paratrochus brevisetis. W 1984 roku ta sama autorka zmieniła nazwę rodzaju na Paratorchus, w związku z wcześniejszym użyciem poprzedniej nazwy dla rodzaju mięczaków.
Chrząszcz o walcowatym ciele długości od 2,5 do 3,8 mm, barwy rudobrązowej z żółtawobrązowymi odnóżami i czułkami. Wierzch ciała ma delikatnie punktowany oraz bardzo krótko i rzadko owłosiony. Długość szczecinek jest mniejsza niż odległości między nimi. Podłużno-owalne oczy złożone budują około 3–4 płaskie, słabo widoczne omatidia. Przedplecze ma od 0,5 do 0,55 mm długości. Pokrywy charakteryzują tępe, prawie proste kąty ramieniowe. Odwłok ma dziewiąty tergit niezbyt silnie wydłużony ku tyłowi w dwa spiczaste wyrostki tylne. U samca ósmy sternit odwłoka ma płytkie wgłębienie środkowe, a narząd kopulacyjny ma zakrzywiony wokół części rurkowatej wyrostek boczny. Samicę cechuje owalna spermateka o wymiarach 0,15 × 0,075 mm.
Owad endemiczny dla Nowej Zelandii, znany z zachodniej części Wyspy Południowej. Spotykany jest w ściółce i wśród mchów, na wysokości od 54 do 930 m n.p.m.